# Lydisolering
Lydisolering er et begreb der dækker over flere ting. Grundlæggende dækker begrebet isolering af lyd, så den ikke bevæger sig fra et rum til et andet.
Hvad enten lyden flytter sig mellem to af dine egne rum eller ind til naboen, handler problemet om utætheder i bygningens konstruktion. Sådanne utætheder skal løses ved tætning af konstruktionen. Dette værende enten opbygning af en ny væg, nyt loft eller nyt gulv.
I folkemunde er der mange der bruger begrebet lydisolering om akustikregulering. Altså bekæmpelsen af efterklang i et rum: Også kaldet støjdæmpning og lyddæmpning.
| Lyd og billede | Spire Denne artikel om billed- og lydteknologi er en spire som bør udbygges. Du er velkommen til at hjælpe Wikipedia ved at udvide den. |